# جائحة فيروس كورونا في قبرص الشمالية
توثق هذه المقالة آثار جائحة فيروس كورونا 2019-2020 في قبرص الشمالية، رسميا الجمهورية التركية لشمال قبرص (الدولة التي يسيطر عليها القبارصة الأتراك بحكم الأمر الواقع والتي تضم شمال الجزيرة)، وقد لا تتضمن جميع الاستجابات والتدابير والإجراءات الرئيسية حتى الآن.

## خلفية
في 12 يناير 2020، أكدت منظمة الصحة العالمية عن ظهور فيروس كورونا المستجد كسبب للمرض التنفسي الذي أصاب مجموعة من الأشخاص في مدينة ووهان، مقاطعة خوبي، الصين، إذ أُبلغ عنهم إلى منظمة الصحة العالمية في 31 ديسمبر 2019. كانت نسبة الوفيات بين الحالات المُشخصة بكوفيد-19 أقل بكثير من جائحة فيروس سارس في عام 2003، لكن انتقال العدوى كان أكبر، والوفيات أيضًا.

## الجدول الزمني
في 10 مارس 2020، أعلن وزير الصحة علي بيلي عن أول حالة في شمال قبرص للفيروس التاجي الجديد، وهو سائح يبلغ من العمر 65 عامًا من ألمانيا.
في 12 مارس 2020، سُجلت الحالة الثانية في البلاد، وهي لزوجة السائح الألماني الذي أصبح أول شخص تم تشخيصه بـ كوفيد-19.
في 13 مارس 2020، أعلنت جمهورية شمال قبرص التركية (TRNC) أن خمسة أشخاص تم اختبارهم بشكل إيجابي للفيروس التاجي.
في 17 مارس 2020،أُجلت الانتخابات الرئاسية القبرصية الشمالية لمدة 6 أشهر بسبب تفشي المرض.

## الإحصاء
| يوم          | الحالات الجديدة | الحالات التراكمية |
| ------------ | --------------- | ----------------- |
| 10 مارس 2020 | 1               | 1                 |
| 12 مارس 2020 | 1               | 2                 |
| 13 مارس 2020 | 3               | 5                 |
| 14 مارس 2020 | 0               | 5                 |
| 15 مارس 2020 | 1               | 6                 |
| 17 مارس 2020 | 1               | 7                 |
| 17 مارس 2020 | 13              | 20                |
| 18 مارس 2020 | 0               | 20                |
| 19 مارس 2020 | 13              | 33                |
| 20 مارس 2020 | 0               | 33                |
| 21 مارس 2020 | 2               | 35                |
| 22 مارس 2020 | 3               | 38                |
| 23 مارس 2020 | 2               | 40                |
| 24 مارس 2020 | 0               | 40                |
| 25 مارس 2020 | 2               | 42                |
| 26 مارس 2020 | 5               | 47                |
| 27 مارس 2020 | 10              | 57                |

## التدابير الوقائية
في 11 مارس 2020، صرح نائب رئيس الوزراء ووزير الخارجية القبرصي التركي كودريت أوزيرساي في تغريدة أنه سيتم تعليق الرحلات الجوية من ألمانيا وفرنسا وإيطاليا إلى شمال قبرص حتى 1 أبريل 2020.
في 12 مارس 2020، أغلقت حكومة جمهورية شمال قبرص التركية المدارس وحظرت التجمعات الجماهيرية كإجراءات احترازية لمنع انتشار الفيروس التاجي، الذي أعلنت منظمة الصحة العالمية أنه جائحة.